# Margherita af Savoyen
Margherita af Savoyen (italiensk: Margherita Maria Teresa Giovanna; 20. november 1851 – 4. januar 1926) var en italiensk prinsesse, der var dronning af Italien fra 1878 til 1900 som ægtefælle til Kong Umberto 1. af Italien.